# Olivier Bourgain
Pour les articles homonymes, voir Bourgain.
Olivier Bourgain, né le 27 décembre 1968 à Boulogne-sur-Mer, est un ancien joueur de basket-ball français, évoluant au poste d'ailier (1,96 m).

## Biographie
Olivier Bourgain termine sa carrière de joueur au SOMB, où il prend ensuite la direction de l'équipe phare du club, alors en Nationale Masculine 3. Il l'amène jusqu'en Nationale 1.
Mai 2005 : en tant qu'entraîneur, il remporte le premier Trophée Coupe de France de l'histoire du basket-ball avec le SOMB au Palais Omnisports de Paris Bercy.[réf. nécessaire]
Fin octobre 2009 : remercié de la place d'entraîneur de l'équipe première du SOMB, il reste en tant que manager.
Début 2017 : à la suite de l'éviction de Germain Castano, il reprend le poste d'entraineur de l'équipe de Pro B. Cela pousse le club en Nationale 1.
Depuis septembre 2017, il est directeur sportif au CSP Limoges.
À la suite de l'arrivée de Céline Forte à la tête du club limougeaud, Olivier Bourgain préfère quitter le CSP sans terminer la saison.

## Carrière
- 1989-1994 :  Gravelines (N 1 A et Pro A)
- 1994-1996 :  Montpellier Paillade Basket (Pro A)
- 1996-1996 :  Caen Basket Calvados (Pro B)
- 1996-1997 :  ASVEL Villeurbanne (Pro A)
- 1997-1998 :  Montpellier Paillade Basket (Pro A)
- 1998-1999 :  Étendard de Brest (Pro B)
- 1998-1999 :  Cordivari
- 1999-2001 :  Ratiopharm Ulm
- 2001-2017 :  SOMB Boulogne sur mer (NM1 et Pro B )
- 2017-2019 :  Limoges CSP (Jeep Élite)
- Depuis 2019 :  BCM Gravelines-Dunkerque (Jeep Élite)